# Елевтеронисос
Елевтеро̀нисос или Елевтера (на гръцки: Ελευθερόνησος) е малък, ненаселен, остров в Северна Гърция, част от дем Аристотел, област Централна Македония. Островът е разположен между Орфанския (на север) и Йерисовския залив (на юг), срещу нос Елевтера. Южно от него е разположен малкият остров Елевтераки (Ελευθεράκι).